# Prins Shōtoku
Prins Shotoku (Shōtoku-Taishi), född 7 februari 574, död 8 april 622, var japansk kronprins och regent för kejsarinnan Suiko. Han är mest känd för sitt främjande av kinesisk kultur och förvaltning i Japan.
Prins Shotoku var prinsregent från Suikos tillträde år 592 till sin död. Han allierade sig med den buddhismförespråkande Soga-ätten, men hade en genomtänkt självständig politik. Själv var han buddhist men även lärd i kinesisk statsvisdom, vilket märks i hans skrift i sjutton punkter om statens styrelse ufärdad 604, där han förespråkade vördnad för buddhismens tre juveler men också den konfucianska synen på regeringsmakten och undersåtarnas lydnadsplikt. Samma år införde han en officiell ranglista inspirerad av det kinesiska hovets. Med sina historiska och genealogiska arbeten lade han grunden för den japanska statsteorin. Även den kinesiska kalendern införde han.
Han sände flera ambassader till Kina, bland annat en till kejsar Yang Di i Loyang ledd av Omo Imoko 607 e.Kr. Med ambassaderna kom även japanska adelsmän som ofta stannade länge i Kina i utbildningssyfte. Dock misslyckades Shotoku med att få erkännande av det nya riksnamnet Nihon (soluppgångens land) och av Japans härskare som "himmelens son" i likhet med de kinesiska kejsarna.